# Лі Цін (стрибунка у воду)
Лі Цін (нар. 1 грудня 1972) — китайська стрибунка у воду.
Призерка Олімпійських Ігор 1988 року.